# Побла де Сегур
Побла де Сегур (на каталонски: La Pobla de Segur) е селище североизточна Испания, част от провинция Лерида на автономната област Каталония. Населението му е около 3 000 души (2019).
Разположено е на 524 метра надморска височина в Предпиренеите, на 45 километра югозападно от границата с Андора и на 70 километра северно от Лерида. Селището е известно от началото на IX век, а днес се намира в горния край на язовира Панта де Сант Антони.

## Известни личности
Родени в Побла де Сегур
- Жозеп Борел (р. 1947), политик
- Карлес Пуйол (р. 1978), футболист